# Rathaus Niedersedlitz

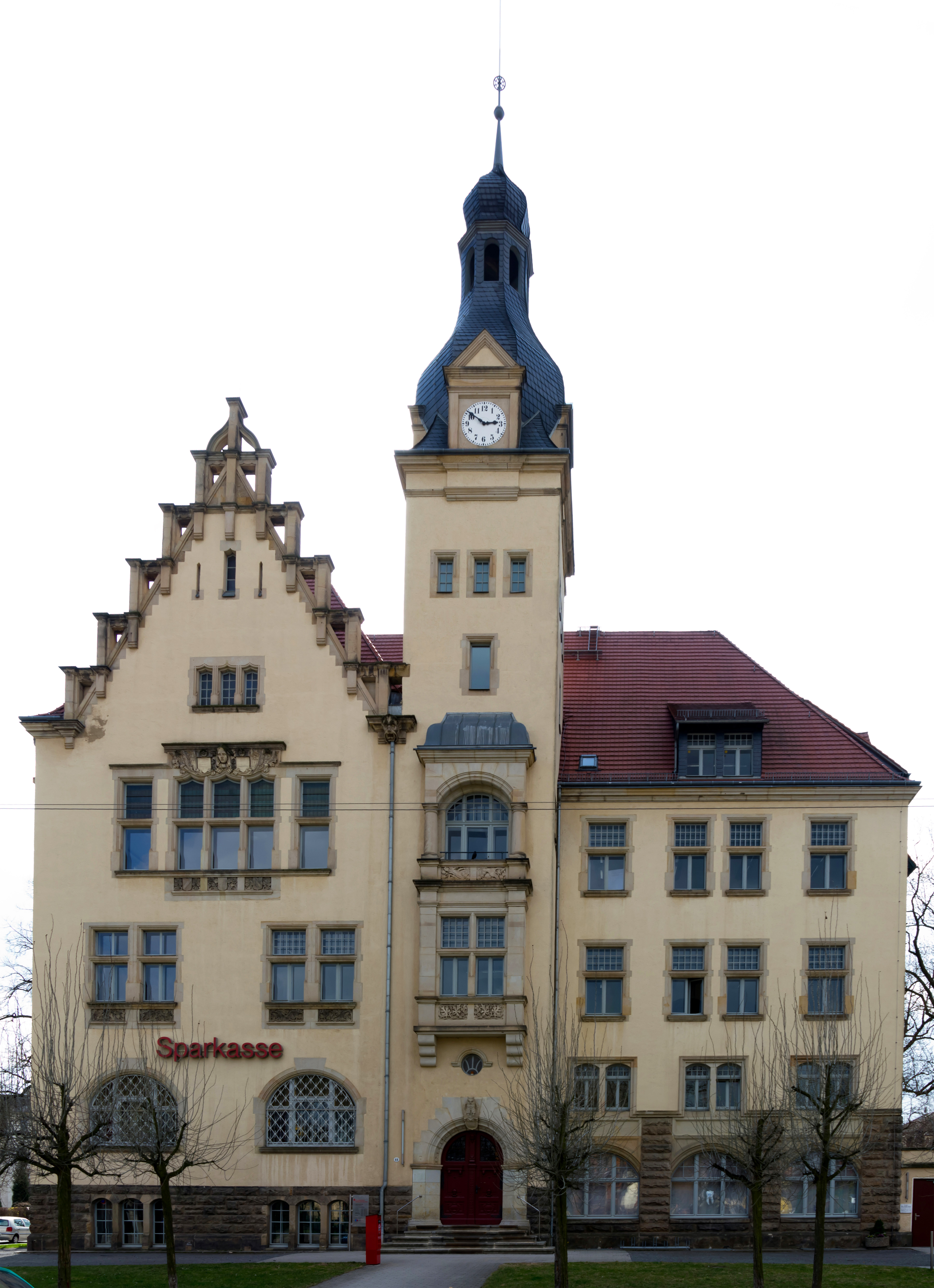
Rathaus Niedersedlitz

Rathaus um 1922

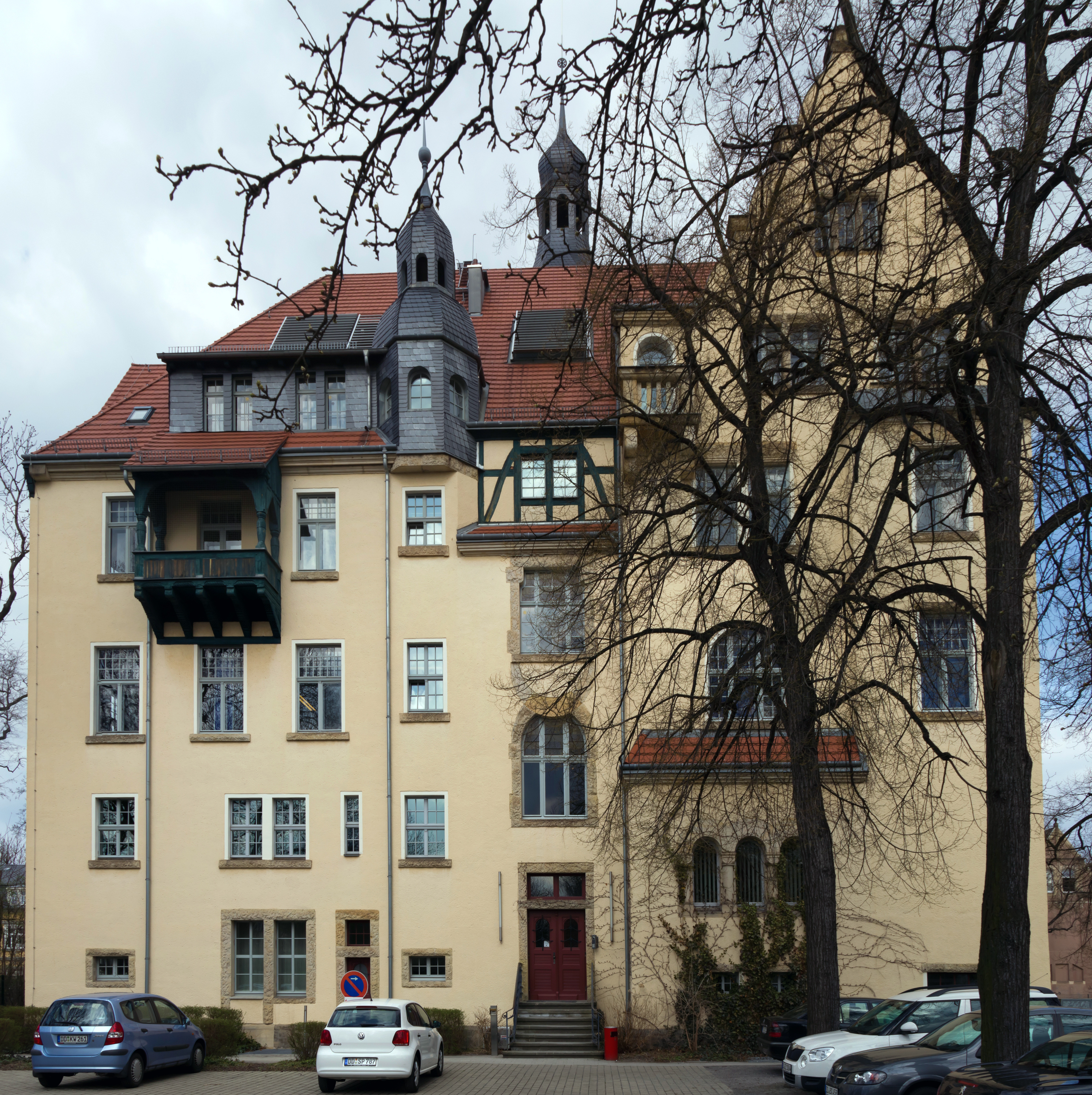
Rückseite

Das Rathaus Niedersedlitz, Sosaer Straße 11 im Dresdner Stadtteil Niedersedlitz, wurde 1901–1902 für die damals noch selbständige Gemeinde Niedersedlitz erbaut und steht heute unter Denkmalschutz.

## Geschichte und Beschreibung
Nach dem Bau der Sächsisch-Böhmischen Eisenbahn 1848 entwickelte sich das Dorf Niedersedlitz rasch zu einem Industriestandort mit hohen Steuereinnahmen und stetig wachsender Bevölkerung, die allerdings zur Zeit des Eisenbahnbaus aus kaum 2000 Menschen bestand. In den 1890er-Jahren wurde der Neubau eines Rathauses notwendig, für dessen Planung die Gemeinde einen Ausschuss einrichtete und im März 1899 ein Grundstück an der damaligen Schulstraße erwarb. Für die Bauplanung gewann man den Dresdner Architekten Gustav Hänichen, der in den Jahren zuvor schon das Rathaus Radebeul und das Rathaus Leuben entworfen hatte. Die Planungen sahen neben einem Ratskeller und den Räumlichkeiten für die Gemeindeverwaltung auch eine Polizeiwache, Wohnungen und einen großen Sitzungssaal vor.
Die Grundsteinlegung wurde im Juni 1901 vorgenommen, das Richtfest folgte bereits am 31. August. Der Festakt zur Einweihung des neuen Rathauses wurde am 10. Juli 1902 begangen. Es waren 94 Gäste zugegen, denen um sechs Uhr abends ein Festmenü serviert wurde. Es wurden unter anderem Zander und Rindslende à la jardiniere gereicht. Ein Leserbrief im Lokalanzeiger bezeichnete die Feier später als zu pompös und zu teuer.
Wie auch die anderen von Hänichen erbauten Rathäuser – und sehr viele weitere Gebäude dieser Zeit – ist das Niedersedlitzer Rathaus ein bunter Stilmix des eklektizistischen Historismus. Es vereint Versatzstücke aus der Romanik, aus der Spätgotik, aus der Renaissance aber auch des zur Bauzeit modernen Jugendstils. Das Gebäude verfügt über drei Vollgeschosse über einem hohen, rustizierten, als Souterrain ausgeführten Sockel, wobei sich auf der westlichen Seite des Gebäudes Räume in einem tieferen Erdgeschoss befinden, dieser Gebäudeteil also vier Vollgeschosse über einem entsprechend niedrigeren Sockel aufweist.
Neben dem im östlichen Teil des Gebäudes mit Fenstern zur Sosaer Straße und zur Straße An der Post befindlichen Ratskeller und der Gemeindeverwaltung beherbergte das Rathaus eine Filiale der Sparkasse und Büros der Polizeiverwaltung. Außerdem befand sich im ersten Obergeschoss die Wohnung des Gemeindevorstehers. Im zweiten Obergeschoss des Ostflügels befand sich unter dem hohen Renaissancegiebel der große Festsaal. Über dem zentral platzierten Haupteingang erhebt sich ein Turm mit einer Uhr, deren Zifferblatt 1,40 Meter Durchmesser hat. Im Turm befand sich das Gemeindearchiv. Über dem Hauptportal – es gibt noch sechs Nebeneingänge – befindet sich auf dem Schlussstein des Torbogens eine große Eule als Symbol der Weisheit sowie das Wappen von Niedersedlitz. Im Vestibül sieht man ein Sterngewölbe und beiderseitig Stuckreliefs mit Darstellungen verschiedener Handwerke, der Seefahrt und des Handels. Diese Reliefs sind heute weiß übermalt, über die ursprüngliche Farbigkeit ist nichts bekannt.
In den Jahren nach dem Ersten Weltkrieg befanden sich im Haus auch die Räume der AOK Niedersedlitz, eine Feuerwache und weitere Wohnungen. Nach dem Zweiten Weltkrieg, die Schulstraße hieß nicht mehr Adolf-Hitler-Straße wie zur Zeit des Nationalsozialismus, diente das Gebäude nur noch für wenige Jahre als Rathaus, bis Niedersedlitz 1950 nach Dresden eingemeindet wurde. Danach wurden zeitweise Möbel eingelagert, einige Räume dienten als Unterkunft für ungarische Gastarbeiter und auch die Konsumgenossenschaft nutzte für einige Jahre das erste und das zweite Obergeschoss.
Nach der Wiedervereinigung erwarb die Stadtsparkasse Dresden (heute Ostsächsische Sparkasse Dresden) das Haus und ließ es ab 1994 denkmalgerecht sanieren. Im Erdgeschoss befand sich eine Sparkassenfiliale. Das Erdgeschoss des Westteils wurde allerdings schon seit vielen Jahren durch eine Zahnarztpraxis genutzt, die auch nach der Übernahme durch die Sparkasse dort verbleiben konnte. Seit 2015 ist ein Reiseveranstalter Eigentümer des Gebäudes. Die Sparkassenfiliale befindet sich weiterhin im Erdgeschoss, die weiteren Räume werden vom aktuellen Eigentümer als Büro und Unternehmenssitz genutzt.